# Luka Lončar

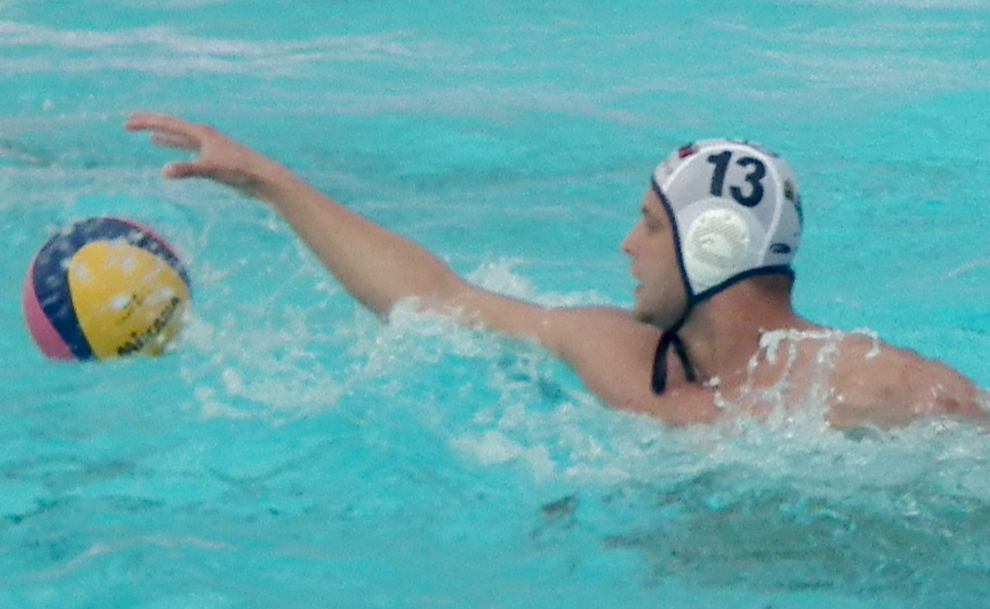
Luka Lončar (2011)

Luka Lončar (* 26. Juni 1987 in Zagreb) ist ein kroatischer Wasserballspieler. Er war mit der kroatischen Nationalmannschaft Olympiazweiter 2016 und 2024. Bei Weltmeisterschaften gewann er zwei Goldmedaillen, eine Silbermedaille und zwei Bronzemedaillen. Hinzu kamen je eine Silber- und Bronzemedaille bei Europameisterschaften.

## Sportliche Karriere
Auf Vereinsebene war Luka Lončar zunächst bei VK Medveščak Zagreb und von 2011 bis 2013 bei Associazione Nuotatori Brescia. Nach zwei Jahren bei HAVK Mladost Zagreb spielte Lončar von 2015 bis 2021 bei VK Jug Dubrovnik, mit diesem Verein war er fünfmal kroatischer Meister. Nach zwei Jahren bei Pro Recco mit zwei italienischen Meistertiteln wechselte er 2023 nach Griechenland zu Olympiakos Piräus.
Der 1,95 Meter große Center spielt seit 2013 regelmäßig in der Nationalmannschaft, war aber anfangs Ersatzmann für Nikša Dobud. Ende Juni 2013 fanden die Mittelmeerspiele 2013 im türkischen Mersin statt, bei denen die kroatische Mannschaft gewann. Einen Monat später bei der Weltmeisterschaft in Barcelona unterlagen die Kroaten im Halbfinale der ungarischen Mannschaft. Das Spiel um den dritten Platz gewannen die Kroaten mit 10:8 gegen die Italiener. Luka Lončar warf eins seiner zwei Turniertore im Viertelfinale gegen Australien. 2014 belegten die Kroaten den fünften Platz bei der Europameisterschaft in Budapest. Lončar war mit sieben Turniertoren bereits erfolgreicher als Dobud. Bei der Weltmeisterschaft 2015 in Kasan gewannen die Kroaten im Viertelfinale gegen Montenegro. Das Halbfinalspiel gegen die Griechen konnten die Kroaten erst im Penaltyschießen für sich entscheiden. Im Finale unterlagen die Kroaten den Serben mit 4:11. Lončar warf seine fünf Turniertore in der Vorrunde. Im Jahr darauf bei den Olympischen Spielen 2016 in Rio de Janeiro siegten die Kroaten im Viertelfinale über die Brasilianer und im Halbfinale über die Montenegriner. Im Finale spielten wieder die Serben gegen die Kroaten und die Serben gewannen 11:7. Die beiden Center waren Luka Lončar und Ivan Krapić. Lončar hatte im Halbfinale zwei seiner vier Turniertore erzielt, im Finale gelang ihm kein Treffer.
2017 bei der Weltmeisterschaft in Budapest gewannen die Kroaten ihre Vorrundengruppe und bezwangen im Viertelfinale die Italiener. Nach einem 12:11-Sieg im Halbfinale gegen die Serben gewannen die Kroaten den Titel mit einem 8:6 gegen die Ungarn. Im Jahr darauf fand die Europameisterschaft in Barcelona statt. Nach einer Halbfinalniederlage gegen die Serben gewannen die Kroaten das Spiel um den dritten Platz gegen Italien mit 10:8. Luka Lončar warf insgesamt fünf Turniertore, davon zwei im Spiel um den dritten Platz. Bei der Weltmeisterschaft 2019 in Gwangju besiegten die Kroaten im Viertelfinale die deutsche Mannschaft und unterlagen im Halbfinale den Spaniern. Im Spiel um den dritten Platz schlugen sie die Ungarn mit 10:7. Bei den 2021 ausgetragenen Olympischen Spielen in Tokio erreichten die Kroaten nach einer Viertelfinalniederlage gegen die Ungarn den fünften Platz. Luka Lončar und Josip Vrlić wechselten sich auf der Center-Position ab. Lončar erzielte sieben Treffer im Lauf des Turniers.
Seine beste Platzierung bei Europameisterschaften erreichte Luka Lončar bei der Europameisterschaft 2024. Die Kroaten gewannen im Viertelfinale gegen Griechenland und bezwangen im Halbfinale die Ungarn mit 11:8. Im Finale unterlagen die Kroaten den Spaniern mit 10:11. Einen Monat später bei der Weltmeisterschaft in Doha trafen die Kroaten bereits in der Vorrunde auf die Spanier und verloren mit 6:10. Mit einem 22:4 über China und einem 15:13 über die Serben im Viertelfinale erreichten die Kroiaten das Halbfinale, wo sie die Franzosen erst im Penaltyschießen bezwingen konnten. Auch das Finale gegen die Italiener wurde erst im Penaltyschießen entschieden, die Kroaten waren nach sieben Jahren wieder Weltmeister. Die kroatischen Center Luka Lončar und Josip Vrlić waren im Finale die beiden ältesten Spieler. Bei den Olympischen Spielen 2024 in Paris belegten die Kroaten in der Vorrunde den vierten Platz. Im Viertelfinale besiegten sie die Spanier und im Halbfinale die Ungarn. Im Finale trafen sie auf Serbien, den Vierten der anderen Vorrundengruppe, und unterlagen 11:13. Luka Lončar erzielte im Finale ein Tor.